# Major Crimes
Major Crimes ist eine US-amerikanische Krimiserie und ein Spin-off von The Closer mit Mary McDonnell in der Hauptrolle der Captain Sharon Raydor. Die Erstausstrahlung in den USA erfolgte am 13. August 2012 auf TNT und die deutschsprachige Erstausstrahlung am 12. September 2013 bei ATV.
Im Januar 2017 wurde die Serie um eine sechste und finale Staffel, bestehend aus 13 Folgen, verlängert. Das Serienfinale wurde am 9. Januar 2018 ausgestrahlt.

## Handlung
Nachdem Deputy Chief Brenda Leigh Johnson Major Crimes und das LAPD verlassen hat, übernimmt Captain Sharon O’Dwyer Raydor die Abteilung. Dies verursacht einige Probleme; vor allem Lt. Provenza tut sich sehr schwer, seine neue Chefin zu akzeptieren. Nach dem Abschied von Johnson hatte er die Abteilung vorübergehend geleitet und mit einer dauerhaften Beförderung gerechnet. Da er von Raydor wenig hält, bittet er Taylor um Versetzung. Der sagt ihm jedoch unmissverständlich, dass er nur zwei Optionen habe: Bleiben oder in Rente gehen.
Bei The Closer stand im Rahmen der Verbrechensaufklärung das Verhör der Zeugen und Täter im Mittelpunkt. Als Spezialistin für Verhörtechnik sollte Johnson die Täter zu einem umfassenden Geständnis bringen, das vor Gericht Bestand hat. Für das Spin-off wurde ein neues Konzept entwickelt. Um (unnötig lange) Prozesse und damit hohe Verfahrenskosten zu vermeiden, werden den Tätern bei einem umfassenden Geständnis strafmildernde Deals angeboten, die sie direkt ins Gefängnis bringen.
Das Major-Crimes-Team ist von dieser neuen Anweisung zunächst wenig begeistert. Anders als Johnson tritt Raydor nur selten an den Tatorten in Erscheinung und ist auch selten aktiv an der Festnahme beteiligt. Johnson war in The Closer eine impulsive, leicht exzentrische Chefin, Raydor ist das genaue Gegenteil. Sie ist sehr auf die Einhaltung der Vorschriften bedacht, dabei scheint sie immer kontrolliert und hat ihre Emotionen perfekt im Griff.
Das Gefühlsleben der stets beherrschten Chefin wird durch den 16-jährigen obdachlosen Teenager Rusty Beck beleuchtet, der als Zeuge in einem Mordfall unter Polizeischutz steht. Seine Geschichte läuft als Parallelstory zu den Fällen. So wird die Polizeiarbeit zusätzlich aus der Sichtweise eines Zeugen dargestellt. Raydor nimmt Rusty zunächst vorübergehend bei sich auf, bis seine Mutter gefunden wird. Nach und nach entwickelt sie mütterliche Gefühle für den Jungen, versucht aber immer, Distanz zu wahren.
Nachdem Rustys Mutter schließlich gefunden wird, aber auf dem Weg nach Los Angeles wieder verschwindet, verlängert sich Rustys Aufenthalt bei Raydor auf unbestimmte Zeit. Auch die Unterbringung bei seinem biologischen Vater, der über Rustys DNA gefunden werden kann, kommt nicht in Frage. Nachdem er seinen Sohn brutal verprügelt hat, bringen ihn Raydor und das Major-Crimes-Team dazu, auf seine Elternrechte zu verzichten und Rusty dem Staat als Mündel zu überstellen. Raydor übernimmt in der letzten Folge von Staffel 1 Rustys Vormundschaft.
In der zweiten Staffel macht die neue Staatsanwältin Emma Rios Rusty das Leben schwer. Ihr gefällt nicht, dass eine Polizei-Beamtin sein Vormund ist, weil dies vor Gericht seine Glaubwürdigkeit als Zeuge in Frage stellen könnte. Als Rustys Leben und später auch Sharon Raydors Leben durch einen anonymen Briefeschreiber bedroht wird, will sie ihn im Zeugenschutzprogramm unterbringen. Da Rusty dann seine Mutter nie wiedersehen würde und Raydor verlassen müsste, ist er vehement dagegen. Auch Raydor versucht alles, um ihn aus dem Zeugenschutzprogramm rauszuhalten. Um Rusty endlich ein Leben ohne Polizeischutz zu ermöglichen, willigt Sharon auf sein Drängen ein, ihn im Rahmen einer Polizeiaktion einzusetzen, um den Briefeschreiber zu stellen. Die dafür geforderte psychologische Beurteilung erstellt Dr. Joe Bowman (Bill Brochtrup), der später auch als Rustys Therapeut und Schachspielpartner eine wichtige Rolle spielt.
Im Verlauf der weiteren Ermittlungen gegen den anonymen Briefeschreiber kommt heraus, dass Philip Stroh die Briefe und die Ermordung Rustys oder Sharons aus dem Gefängnis in Auftrag gegeben hat. Bei der Festnahme des von ihm beauftragten Killers nimmt dieser eine jugendliche Geisel und droht sie zu erschießen. Mit einem gezielten Kopfschuss tötet Provenza den Killer. Für Rusty ist dies eine große Erleichterung, weil er so nicht auch noch als Zeuge in einem zweiten Mordfall aussagen muss. Bei den nicht verwendeten Szenen zu dieser Folge kommt heraus, dass sich Provenza und Sanchez über den Ausgang der Festnahme abgesprochen hatten. Provenza sagt während der Einsatzvorbereitung zum Scharfschützen Sanchez „Du weißt, was zu tun ist“.
In Staffel 3 trifft Rusty seine Mutter wieder, die gerade einen Drogenentzug in Los Angeles macht. Nachdem sie ihn mehrfach belügt und hintergeht, wendet er sich enttäuscht von ihr ab. Sharon überlegt, Rusty zu adoptieren und muss sich deshalb mit ihrem Noch-Ehemann auseinandersetzen. Die beiden leben seit über 20 Jahren getrennt, ihre gemeinsame Tochter Emily und Sohn Ricky hat Sharon alleine aufgezogen. Jack Raydor (gespielt von Tom Berenger) ist Anwalt mit Alkoholproblemen und zudem ein Spieler mit ständigen Geldproblemen. Das erste Mal tritt er in Staffel 2 auf und nistet sich übergangsweise bei Sharon ein.
Da es für Raydor berufliche Vorteile hatte, einen Ehering zu tragen, hat sie sich bislang nicht von Jack scheiden lassen, obwohl ihre Beziehung schon lange zu Ende ist. Als sie jedoch Rusty adoptieren will und Jack dagegen ist, stellt sie ihn vor die Wahl, die Adoptionspapiere oder die Scheidungspapiere zu unterschreiben. Auch Sohn Ricky, der zu Besuch kommt, ist wenig begeistert, dass sie Rusty adoptieren will und versucht sie davon abzubringen. Raydor schafft es jedoch, die Spannungen zwischen Ricky und Rusty zu nehmen, und schließlich heißt er Rusty als „kleinen Bruder, den er nie haben wollte“ willkommen. Nachdem die Scheidung durch ist, adoptiert sie Rusty. Raydors Tochter lernt Rusty etwas später zu Weihnachten kennen.
Das Problem von Rustys Zeugenaussage gegen Philip Stroh zieht sich auch durch Staffel 3. Stroh hat seine Anwältin entlassen und bereitet nun selbst seine Verteidigung vor. Im Rahmen seiner Vorbereitungen darf er unter Aufsicht eines Richters seine Akten bearbeiten. Diesen tötet er in der letzten Folge der Staffel und kann fliehen. Rustys Leben wird also auch in Staffel 4 bedroht sein.
Eine zarte Romanze ist Sharon Raydor auch vergönnt. Als Flynn wegen Streitigkeiten mit seiner Exfrau nicht zur Hochzeit seiner Tochter gehen will, bietet Sharon an, ihn zu begleiten. Auf seine Frage, wie er sie vorstellen soll, schlägt sie vor: als „seine Freundin Sharon“. Auch zu einer Ballettaufführung seiner Enkel begleitet sie ihn. Da Flynns Familie positiv auf Sharon reagiert, lässt er sie im Glauben, dass sie ein Paar sind. Zum Ende von Staffel 2 merkt man, dass Flynn zunehmend Gefühle für Sharon entwickelt, die ihn verwirren und Provenza in die Verzweiflung treiben, wenn er darüber reden will.
In Staffel 3 bringt Flynns Tochter Nicole (Torrey DeVitto) Sharon in eine peinliche Situation, als sie fragt, wie Sharon und Flynn in ihrer Beziehung damit klarkommen, dass sie seine Chefin ist. Die überrumpelte Sharon fordert von Flynn, dass er Nicole erklärt, dass sie nur befreundet sind. Flynn erklärt, dass er das gar nicht möchte, aber sie überhört das. Als Flynn am nächsten Tag, nach einem gemeinsamen Abendessen bei Sharon, ihre Beziehung als Freundschaft zu erklären versucht, rettet Rusty die Situation, indem er Nicole erzählt, dass die beiden oft zusammen essen oder ins Kino/Theater gehen, also regelmäßige Dates haben. Und nun wollen sie zusammen als Familie zu einer Ballettaufführung gehen. Als sie zur Tür hinausgehen, erklärt Sharon Rusty: „Wir daten nicht!“. Rusty grinst nur und sagt „gelegentlich“. Sharon scheint daraufhin über die Bedeutung ihrer Dates nachzudenken.
Zu Beginn von Staffel 4 informieren Sharon Raydor und Andy Flynn Assistant Chief Russell Taylor über ihre Beziehung und dass diese keinen Einfluss auf ihre Arbeit haben wird. Im Verlauf der Staffel vertieft sich die Beziehung und Flynn wohnt sogar übergangsweise bei Sharon, um sich dort nach einer Verletzung, die er sich im Dienst zuzog, und einer notwendigen OP zu erholen.
Rusty wird in Staffel 4 anfänglich ohne sein Wissen weiter vom LAPD beschattet, da Philip Stroh weiterhin auf der Flucht ist. Jedoch entscheiden sich Sharon und Rusty dafür, ihr Leben wieder normal zu führen, ohne sich von Stroh bedroht zu fühlen. Im weiteren Verlauf der Staffel arbeitet Rusty an seinem Vlog „Identity“, um die wahre Identität von Alice Herrera, die vom drogensüchtigen Slider in Staffel 3 getötet wurde, herauszufinden. Dies gelingt ihm mit Hilfe eines Freundes und dem LAPD. Rusty findet Alice' richtigen Namen durch ihren Bruder Gustavo Wallace (René Rosado) heraus. Sie heißt Mariana Wallace.
Durch das Bekanntwerden des richtigen Namens von Alice/Mariana bekommt der Mordprozess um Slider eine neue Wendung. Daraufhin beschäftigt sich Rusty in seinem nächsten Vlog mit dem Leben von Slider und wie er zu diesem Menschen wurde. Am Ende des Mordprozesses, als nur noch die Strafmaßbestimmung aussteht, muss Rusty für Slider aussagen.
Patrice Perry (Dawnn Lewis) wurde in Staffel 3 als Großmutter einer Teenagerin, die ihren Freund umgebracht hat, eingeführt und ist seitdem die Freundin von Detective Lieutenant Louie Provenza. Im Verlauf der 4. Staffel macht Provenza Patrice einen Antrag und die beiden heiraten am Ende der Staffel. Es ist Provenzas sechste Ehe.
Das Staffelfinale der 4. Staffel besteht aus der 5 Episoden umfassenden Story „Zurück auf Anfang“. Eine Frau und ihr dreijähriger Sohn werden erschossen, während sie Gangterritorium durchqueren. Bei den Ermittlungen wird schnell festgestellt, dass die Hülsen zu einer Waffe passen, die vor 12 Jahren bei einem Mord an Officer Reese, der Staatsanwältin Gray und ihrem Bodyguard Eric Dunn verwendet wurde. Die Tatwaffe wurde bisher nicht gefunden. Der Fall gilt als einer der schlimmsten in der Geschichte des LAPD. Daniel Price (Tarik Lowe), der damalige Hauptverdächtige, konnte aufgrund von Ermittlungsfehlern und eines Meineids durch Officer Mark Hickman (Jason Gedrick) nie für den Mord verurteilt werden.
Im Wagen des Opfers wurde Rauschgift gefunden. Ein Zeuge behauptet, dieses stamme aus der vom mittlerweile zum Glauben bekehrten Reverend (Copkiller) Daniel Price geführten Kirche. Bei der Durchsuchung der Kirche durch das LAPD wird kein Rauschgift gefunden, jedoch die gesuchte Tatwaffe. Hickman geht weiter davon aus, dass beim damaligen Mord an Officer Reese eine dritte Person beteiligt war, die das Fluchtfahrzeug fuhr. Das Team von Major Crimes geht mehreren Spuren und Verdächtigen nach, um alle Täter zu fassen. Derweil wird ein weiteres Opfer gefunden, was diesen Fall nur noch verworrener für die Ermittler macht.
Am Ende der letzten Folge von Staffel 4 werden alle Fäden für die sechs Mordfälle zusammengeführt, wodurch sich das Verdächtigenfeld auf drei reduziert. Dennis Price, der Bruder von Reverend Price, wird wegen Rauschgifthandels überführt. Reverend Price hat vor 12 Jahren Officer Reese ermordet, kann hierfür jedoch nicht mehr belangt werden. Detective Stephanie Dunn (Julie Ann Emerey), aus dem ursprünglichen Team von vor 12 Jahren, wird durch einen Trick des Teams als Täterin der restlichen fünf Morde überführt.

## Figuren
Die Figuren Lt. Provenza, Lt. Flynn, Lt. Tao, Detective Sanchez und Buzz Watson wurden aus der Serie The Closer übernommen. Captain Raydor wird zur Leiterin von Major Crimes und somit zur Nachfolgerin von Deputy Chief Johnson befördert. Commander Taylor wird zum Assistant Chief befördert. Außerdem ist Dr. Morales weiterhin der zuständige Gerichtsmediziner.
FBI-Agent Fritz Howard (Brendas Ehemann in The Closer) hat in Staffel 1 und 2 einige Gastauftritte, wenn es um die Zusammenarbeit zwischen LAPD und FBI geht. In Staffel 3 wird ihm ein Job als Deputy Chief des LAPD Special Operation Bureaus angeboten. Weil Brenda einen Job in Washington angenommen hat und er auch etwas Neues machen möchte, kündigt er beim FBI und wechselt zum LAPD. Seine neue Tätigkeit beginnt jedoch nicht sehr gut, er erleidet einen leichten Herzinfarkt und bekommt die ärztliche Empfehlung, sich was ruhigeres zu suchen – was er ablehnt. Es wird darüber spekuliert, dass Major Crimes mit dem neuen Ermittlerteam unter Fritz Howard ein Spin-off bekommen könnte.
Neu in der Serie sind:
Detective Amy Sykes wird in der ersten Folge von Raydor in ihre Abteilung versetzt. Sykes hat zu Provenza anfangs ein schlechtes Verhältnis, da sie seiner Meinung nach in einem Einsatz falsch gehandelt hat. Außerdem mag er ihre übereifrige Art nicht. Als sie sich bei einer Verhaftung mit vollem Körpereinsatz einbringt und verletzt wird, gewinnt sie seine Anerkennung.
Rusty Beck ist ein obdachloser Teenager, der sein Geld auf dem Straßenstrich verdiente, nachdem ihn seine Mutter verlassen hatte. Da er der Hauptbelastungszeuge im Fall gegen "Philipp Stroh" ist, verbleibt er in der Obhut der Major Crimes Division, unter der Aufsicht von Captain Raydor. Er willigte nur ein, als Zeuge aufzutreten und damit sein Leben zu riskieren, wenn die Ermittler von Major Crimes im Gegenzug seine Mutter finden. Eingeführt wird die Figur "Rusty" in der letzten Folge von The Closer.
Deputy District Attorney Emma Rios wird in Staffel 2 als zuständige Staatsanwältin im Fall Philip Stroh eingeführt. Durch ihre harsche unsensible Vernehmung von Rusty und die Forderung, ihn anderweitig unterzubringen, macht sie sich nicht sehr beliebt beim Major Crimes-Team. Während die anderen wenig von ihr halten, wird sie von Sanchez erfolglos angehimmelt. Beim Anblick von Blut oder Leichen wird sie hysterisch.
Dr. Joe Bowman ist Psychologe und Rustys Therapeut. Nachdem Sharon schon häufiger vorgeschlagen hat, dass Rusty psychologische Hilfe in Anspruch nehmen soll, bringt sie ihn in Staffel 2 dazu, als sie eine psychologische Beurteilung fordert, bevor Rusty an einer Polizeiaktion teilnehmen darf. Rusty fordert einen Psychologen, der Schach spielen kann. Nachdem Dr. Joe ihn beim ersten Treffen schlägt, akzeptiert er ihn und stimmt später weiteren therapeutischen Treffen zu.
Lt. Chuck Cooper von der Undercover-Einheit hat erste Auftritte in Staffel 2, wo er unter anderem die Polizeiaktion gegen den anonymen Briefschreiber leitet, der Rustys und Sharons Leben bedroht. In Staffel 3 kommt er Amy Sykes näher und hat eine Beziehung mit ihr.

## Produktion
TNT teilte am 10. März 2010 mit, dass die produzierte siebte Staffel der Fernsehserie The Closer zugleich die letzte sein wird. Der Anstoß dazu wurde von Hauptdarstellerin Kyra Sedgwick gegeben, welche sich nach insgesamt sieben Jahren in derselben Rolle anderweitig beschäftigen wollte. Am Ende der finalen Staffel wurden die letzten sechs Episoden als eine Art Überleitung zu Major Crimes verwendet.
Im Mai 2011 gab TNT grünes Licht für die Produktion von zehn Episoden für die erste Staffel. Am 27. September 2012 verlängerte TNT Major Crimes um eine zweite Staffel. Die Episodenanzahl wurde zunächst mit 15 Episoden beziffert, später aber auf 19 Episoden erhöht.
Mitte August 2013 wurde die Produktion einer dritten Staffel bekannt gegeben, deren Episodenanzahl im Mai 2014 von 15 auf 19 erhöht wurde. Für die vierte Staffel wurden im Juli 2014 15 Episoden in Auftrag gegeben und später auf 23 Episoden erhöht.
Im Dezember 2015 wurde eine dreizehnteilige fünfte Staffel bestellt. Ende Juni 2016 wurden zusätzlich acht Episoden bestellt, sodass diese Staffel insgesamt aus 21 Episoden bestehen wird.

## Besetzung und Synchronisation
Die deutsche Synchronisation entsteht unter der Dialogregie von Hartmut Neugebauer durch die Synchronfirma Bavaria Synchron GmbH in München.
| Rollenname                                             | Schauspieler          | Synchronsprecher                                                      | Hauptrolle (Staffeln) | Nebenrolle (Staffeln) |
| ------------------------------------------------------ | --------------------- | --------------------------------------------------------------------- | --------------------- | --------------------- |
| Commander (vormals Captain) Sharon Raydor              | Mary McDonnell        | Dagmar Dempe                                                          | 1–6                   |                       |
| Lieutenant Louie Provenza                              | G. W. Bailey          | Engelbert von Nordhausen (Staffel 1–4) Thomas Rauscher (ab Staffel 5) | 1–6                   |                       |
| Lieutenant Andy Flynn                                  | Anthony John Denison  | Bodo Wolf                                                             | 1–6                   |                       |
| Lieutenant Michael „Mike“ Tao                          | Michael Paul Chan     | Helmut Gauß                                                           | 1–6                   |                       |
| Detective Julio Sanchez                                | Raymond Cruz          | Dennis Schmidt-Foß                                                    | 1–6                   |                       |
| Francis „Buzz“ Watson                                  | Phillip P. Keene      | Patrick Schröder                                                      | 1–6                   |                       |
| Detective Amy Sykes                                    | Kearran Giovanni      | Kathrin Gaube                                                         | 1–6                   |                       |
| Russell „Rusty“ Thomas Beck                            | Graham Patrick Martin | Julius Jellinek                                                       | 1–6                   |                       |
| Dr. Morales                                            | Jonathan Del Arco     | Robin Kahnmeyer                                                       | 2–6                   | 1                     |
| Assistant Chief Russell Taylor                         | Robert Gossett        | Holger Schwiers                                                       | 2–5                   | 1                     |
| Deputy District Attorney Emma Rios                     | Nadine Velazquez      | Angela Wiederhut                                                      | 2–3                   | 6                     |
| Deputy Chief of Special Operation Bureaus Fritz Howard | Jon Tenney            | Crock Krumbiegel                                                      |                       | 1–6                   |

## Ausstrahlung und Reichweite
Vereinigte Staaten
In den Vereinigten Staaten begann die Ausstrahlung der Serie im Anschluss an das Serienfinale von The Closer am 13. August 2012 auf TNT. Am 15. Oktober 2012 wurde die Ausstrahlung der zehnteiligen ersten Staffel beendet. Die zweite Staffel wurde vom 10. Juni 2013 bis zum 13. Januar 2014 gezeigt. Die Ausstrahlung der dritten Staffel durch TNT begann am 9. Juni 2014 und endete am 12. Januar 2015. Die vierte Staffel startete am 8. Juni 2015.
Österreich
In Österreich fand die Ausstrahlung der ersten Staffel zwischen dem 12. September 2013 und dem 14. November 2013 auf dem Sender ATV statt.
Deutschland
In Deutschland war die Ausstrahlung ursprünglich im Fernsehjahr 2012/2013 auf VOX geplant, allerdings blieb die Serie zunächst im Archiv.
Seit 22. Januar 2014 strahlt der Sender die Serie aus, ab 2. April 2014 die Episoden der zweiten Staffel in unmittelbarem Anschluss an die erste Staffel.
Die Ausstrahlung der dritten Staffel erfolgte ab dem 3. Dezember 2014 im Anschluss an die zweite ebenfalls auf VOX.
Die vierte Staffel lief vom 2. März 2016 bis zum 12. Oktober 2016  auch wieder auf VOX.
Staffel fünf lief auf VOX vom 4. Januar 2017 bis 15. November 2017.
Die sechste und letzte Staffel lief als Deutsche Erstausstrahlung beim Pay-TV-Sender „TNT Serie“ vom 18. Januar 2019 bis 1.  März 2019. Die Free-TV-Erstausstrahlung begann am 23. Januar 2019 auf VOX und lief dort bis 20. Februar 2019. Ab Folge 6 lief die sechste Staffel auf dem Spartensender VOXup vom 28. März 2019 bis zum Serienfinale am 18. April 2019.

## DVD-Veröffentlichung
Vereinigte Staaten
- Staffel 1 erschien am 11. Juni 2013
- Staffel 2 erschien am 10. Juni 2014
- Staffel 3 erschien am 26. Mai 2015
- Staffel 4 erschien am 24. Mai 2016
- Staffel 5 erschien am 30. Mai 2017
- Staffel 6 erschien am 13. März 2018

Großbritannien
- Staffel 1 erschien am 25. November 2013

Deutschland
- Staffel 1 erschien am 28. März 2014
- Staffel 2 erschien am 23. Oktober 2014
- Staffel 3 erschien am 9. Juli 2015
- Staffel 4 erschien am 15. Dezember 2016
- Staffel 5 erschien am 21. Dezember 2017
- Staffel 6 erschien am 27. Juni 2019